# Haenlein-Luchtschip
Het Haenlein-Luchtschip was het eerste luchtschip dat met een gasmotor aangedreven werd.
In 1865 ontwierp een Duitse uitvinder, Paul Haenlein, een luchtschip waarbij als eerste een gasmotor werd gebruikt. Het luchtschip kwam gereed in 1872 en behaalde een snelheid van 16 km/u, maar het belangrijkste was, dat er voor het eerst een explosiemotor was gebruikt in de luchtvaart.